# Dachberg, Kotarče
Dachberg je naselje v Občini Kotarče v Okraju Šentvid ob Glini na Koroškem v Avstriji.